# Hyophorbe langenicaulis
Hyophorbe langenicaulis hay còn được gọi là cau sâm banh, cau bình, cau lọ, cau chai, cọ chai (danh pháp khoa học: Hyophorbe langenicaulis) là loài thực vật có hoa thuộc họ Họ Cau. Loài này được (L.H.Bailey) H.E.Moore mô tả khoa học đầu tiên năm 1976.

## Hình ảnh

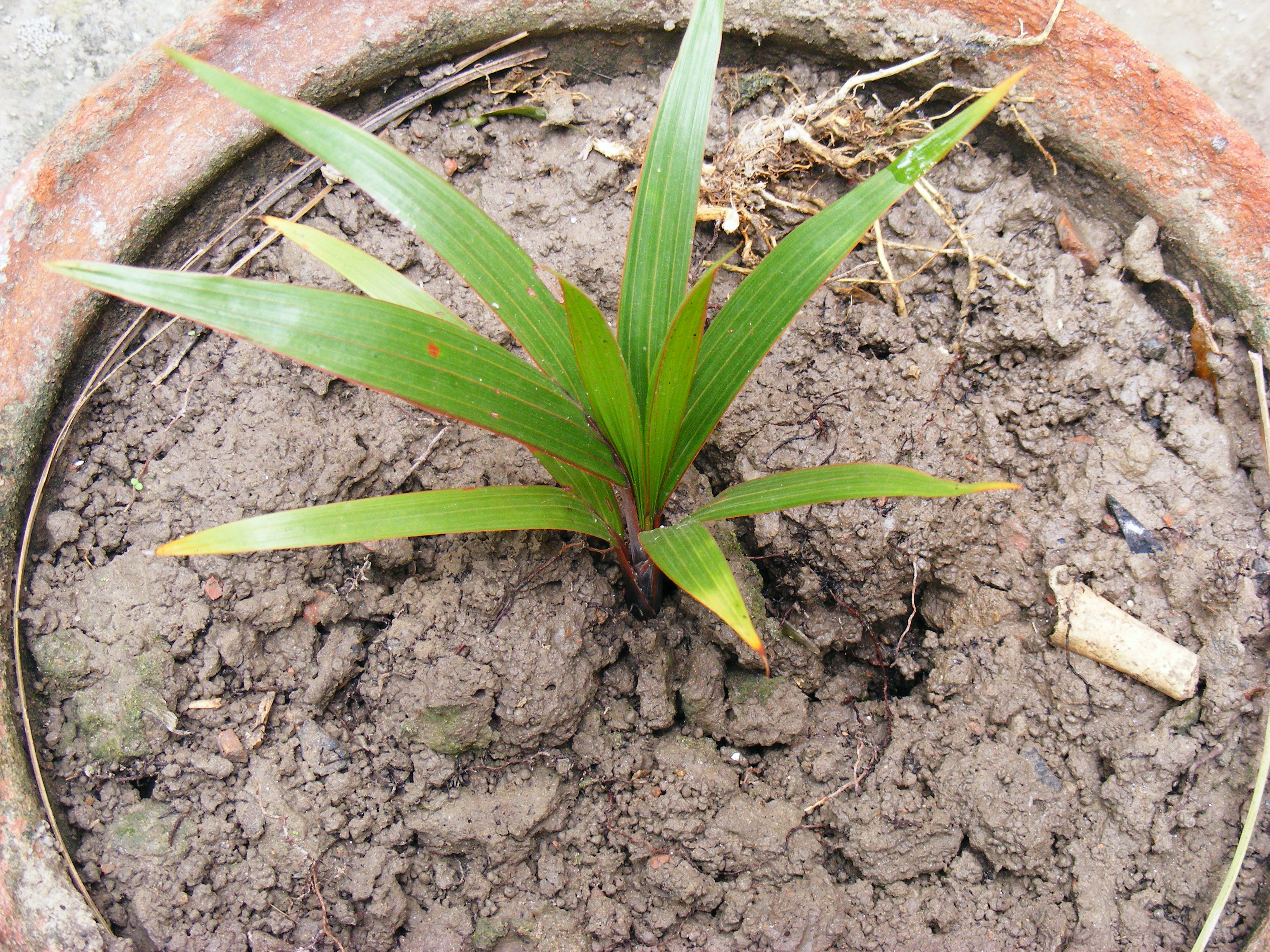
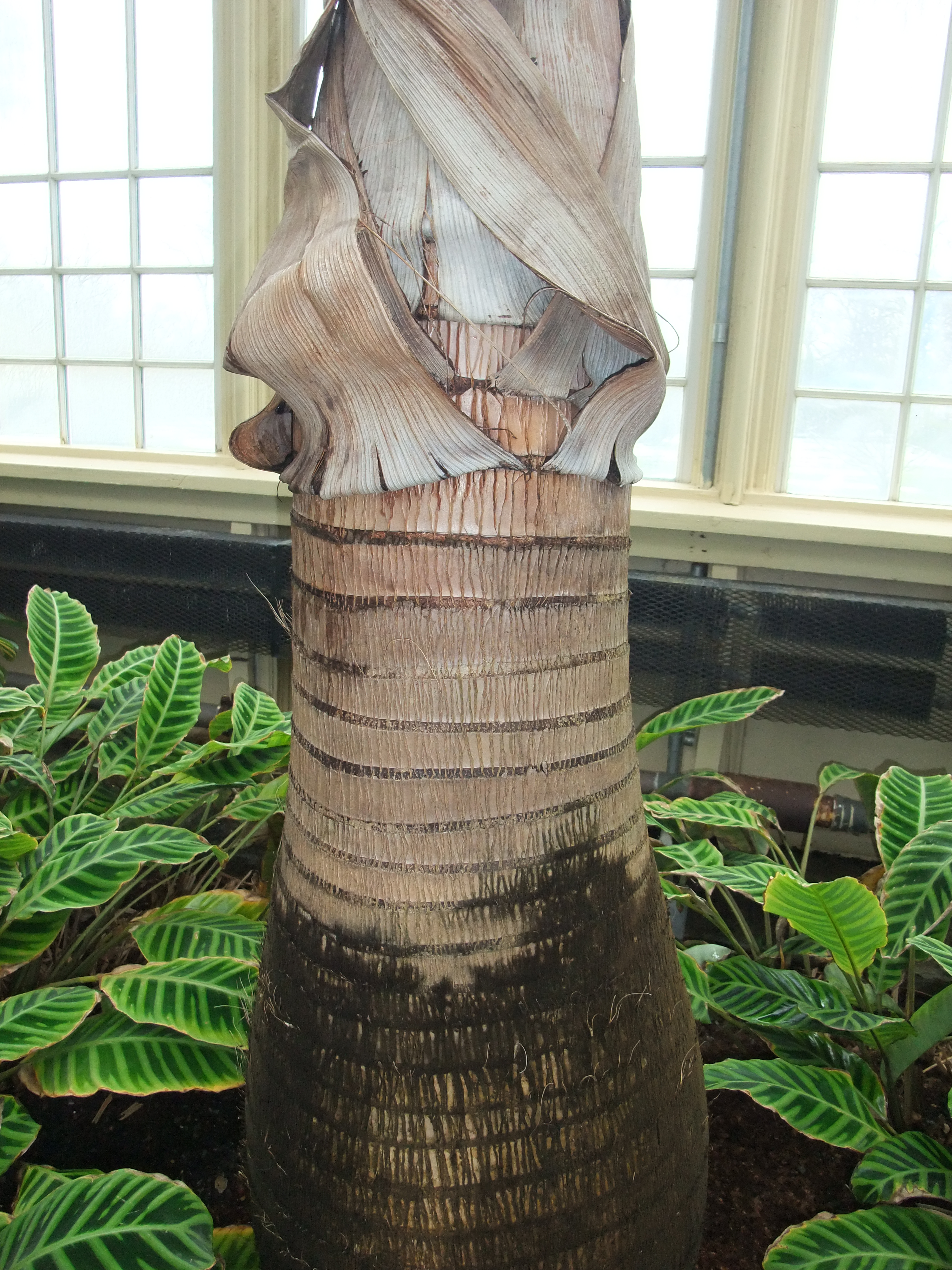
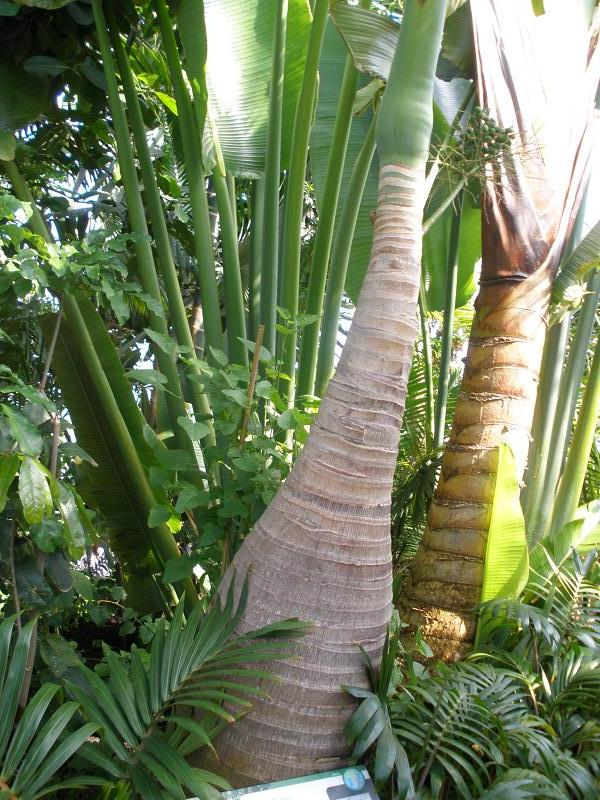